# 達佩爾 (密蘇里州)
達佩爾（英語：Des Peres）是位於美國密蘇里州聖路易斯縣的城市。

## 人口
根據2020年美國人口普查的數據，達佩爾的面積為11.20平方千米，當中陸地面積為11.19平方千米，而水域面積為0.01平方千米。當地共有人口9193人，而人口密度為每平方千米821人。